# 莫伊茲·舒爾
莫伊茲·舒爾（法語：Moïse Schuhl，1845年5月2日—1911年2月18日）出生於法國下萊茵省的韋斯圖斯，是一名首席拉比，曾經在聖艾蒂安、沃蘇勒和埃皮納勒三個地方任牧。

## 生平
他在1865年取得法國業士文憑，1863年-1865年在法國猶太神學院(SIF)就學。1890年曾經受邀擔任法國猶太神學院的院長，但是他婉拒了這個邀約，改而推薦且支持約瑟夫·萊曼擔任院長。1908年因為健康因素向牧區請辭，退休之後的他住在鲁昂，直到1911年辭世，享年66歲。
- 1871年─1888年，在聖艾蒂安任職拉比。
- 1888年─1896年，在維蘇爾任職拉比[3]，同時參與創立世界猶太聯盟。
- 1896年─1908年，在埃皮納勒任職拉比。

## 翻譯作品
- 《Les Maximes des Pères》原著為希伯來文，莫伊茲·舒爾翻譯成法文譯本[4]。